# Brooks (Kanada)
Brooks – miasto w Kanadzie, w prowincji Alberta. W 2006 r. miasto to na powierzchni 17,7 km² zamieszkiwało 12 498 osób.